# Mariam Sengelia
Mariam Sengelia (Mingrélia, 1995. május 14. –) grúz énekesnő. Ő képviselte Grúziát a 2025-ös Eurovíziós Dalfesztiválon Bázelben Freedom című dalával.

## Pályafutása
Sengelia zenész családban nevelkedett, már fiatalon megismerkedett a zenével. Gyermekkorában érdeklődést mutatott az éneklés iránt. Sengelia a Tbiliszi Állami Konzervatóriumba járt, ahol éneklést és zeneelméletet tanult. Korai zenei hatásai között számos műfaj szerepelt, mint például a pop, a soul és a dzsessz. Előadói karrierje mellett Sengelia politikatudományt tanul a Tbiliszi Állami Egyetemen. Emellett Young European Ambassadorként tevékenykedik, elősegítve a kulturális megértést és együttműködést.
2018-ban az X-Factor Georgia elődöntőseként szerzett országos ismertséget. Egy évvel később a hatodik helyen végzett a Grúz Idol versenyben, amely Grúzia képviselőjét választotta ki a végül elmaradt 2020-as Eurovíziós Dalfesztiválra. 2021-ben a The Voice of Georgia elődöntőjéig jutott, majd 2024-ben döntősként szerepelt a grúz Dancing With The Stars című műsorában.
2025. március 14-én a Grúz Közszolgálati Televízió bejelentette, hogy az énekesnő képviseli Grúziát a 2025-ös Eurovíziós Dalfesztiválon Bázelben, Freedom című dalával. A dalfesztivál május 15-én rendezett második elődöntőjében a tizenötödik, utolsó előtti helyen végzett, így nem jutott tovább a döntőbe.

## Diszkográfia

### Kislemezek
- Freedom (2025)